# Фан Тяу Чинь
Фан Тяу Чинь или Фан Тю Чинь (вьет. Phan Châu Trinh; Phan Chu Trinh; 9 сентября 1872, д. Тэйлок, уезд Тьенфыок, округ Тамки, провинция Куангнам, Французский Индокитай — 23 марта 1926, Сайгон, Французский Индокитай) — деятель вьетнамского национально-освободительного движения начала XX в. Его наиболее часто используемые псевдонимы на вьетнамском — Tây Hồ («Западное озеро») и Hy Mã. Считал, что независимости Вьетнама можно добиться путём повышения культурного уровня народа. С этой целью, по его убеждению, следует провести широкие социальные и политические реформы, апеллируя к демократическим принципам страны метрополии — Франции. Оценивал феодальный строй во Вьетнаме и все, что его олицетворяло (в частности, императорский двор), в качестве основной причины бедственного положения родины и вьетнамского народа.

## Биография
Родился Фан Тяу Чинь 9 сентября 1872 г. в деревне Тэйлок (Tây Lộc) уезда Тьенфыок (Tiên Phước) округа Тамки (Tam Kì) провинции Куангнам (Quảng Nam) в семье участника движения Канвыонг (phong trào Cần Vương). Его отец погиб от рук своих соратников при неясных обстоятельствах, когда мальчику едва исполнилось 13 лет.
В 1901 г. Фан Тяу Чинь добился на конкурсных экзаменах в императорской столице Хюэ звания второго лауреата, фобанга (Phó bảng), после чего он был назначен чиновником в министерство обрядов. В 1905 г. он подал в отставку, убедившись в полной невозможности перемен в прогнившей феодальной обстановке императорского двора. С тех самых пор он стал яростным противником монархии, системы конфуцианского чиновничества и сторонником демократической республики.
Покинув службу, он решил отправиться путешествовать и учиться. Во время своего путешествия по Вьетнаму он посетил стоянку военных кораблей 2-й тихоокеанской эскадры вице-адмирала Рожественского (современный военный флот произвел на него огромное впечатление), перебрасывавшиеся из Балтики на Тихий океан в помощь осажденному Порт-Артуру, также встречался с Де Тхамом. В конце концов он отправился в Гонконг, чтобы встретиться с Фан Бой Тяу (первый раз он встречался с ним ещё когда служил при императорском дворе). В середине 1906 г. они вместе прибыли в Японию.
Во время общения Фан Тяу Чиня с Фан Бой Тяу между двумя лидерами национально-освободительного движения Вьетнама начала XX в. проявились противоречия в методах достижения независимости родины. Позднее Фан Бой Тяу вспоминал : «Фан Тю Чинь, например, считает, что для обеспечения народовластия в первую очередь нужно свергнуть монархию, а по моему, сначала необходимо выгнать французов, завоевать национальную независимость… Моя ориентация на использования сил монархии встретила энергичное возражение с его стороны, а я никак не мог согласиться с его мнением о свержении монархии при ориентации на французов. Нас объединяют идеи возрождения Вьетнама и патриотизм, однако, наши пути к достижению одной и той же цели различны».
Фан Тяу Чинь больше возлагал надежду на демократический импульс Франции, нежели чем на военную помощь какого-либо зарубежного государства. Это убеждение Фан Тяу Чиня было основано на справедливой идее, что ни одна страна не окажет Вьетнаму бескорыстной помощи. Это относилось и к Японии, на которую в это время возлагал большие надежды Фан Бой Тяу. Поэтому пробыв недолгое время в Японии, Фан Тяу Чинь вскоре вернулся на родину.
В августе 1906 г. Фан Тяу Чинь написал открытое письмо генерал-губернатору французского Индокитая Полю Бо. В послании он прежде всего объяснил, что «в высшей степени угрожающая ситуация», сложившаяся во Вьетнаме, заставила его пойти на этот шаг. Ответственность за это положение лежит не только на Франции. Он отмечал, что французское присутствие во Вьетнаме принесло также много материальных благ вьетнамцам. Главная проблема — это коррумпированное феодальное чиновничество, которое при покровительстве французской колониальной администрации, эксплуатирует вьетнамский народ, поэтому метрополия также должна разделить часть ответственности за это. Франция, писал Фан Тю Чинь в письме, должна инициировать серьёзные реформы во Вьетнаме: выбирать способных чиновников, реформировать законодательство, отказаться от системы конкурсных экзаменов, развивать европейскую образовательную систему, поощрять промышленное и торговое образование. Если эти реформы будут осуществлены, тогда Вьетнам будет удовлетворен и спокоен, а его единственным опасением будет уход Франции.
Фан Тяу Чинь был по сути одни из идеологов Тонкинской просветительской школы «Донг Кинь Нгиа Тхук» (Đông Kinh nghĩa thục), основанной в марте и просуществовавшей до ноября (по другим данным до декабря) 1907 г., где он, в частности, читал лекции.
В 1908 г. во многих провинциях (по больше части Центрального Вьетнама) прошли массовые крестьянские выступления против налогов, напугавшие колониальную администрацию. Во-многом, влияния на эти выступления оказали и идеи Фан Тяу Чиня. Поэтому в этом году он был арестован и приговорен к смертной казни, однако, благодаря вмешательству французской Лиги по правам человека, она была заменена заключением в тюрьме Кондао на о-ве Пуло Кондор.
В 1911 г. французские власти предложили ему частичную амнистию, чтобы показать предпочтение взглядам Фан Тяу Чиня перед радикальными идеями Фан Бой Тяу. После освобождения из тюрьмы Фан Тяу Чинь был временно сослан в Митхо. Однако он настаивал либо на полном освобождении, либо на возвращении в тюрьму. В конечном счете ему было разрешено уехать во Францию вместе с генерал-губернатором Клобуковски.
В 1911 г. во Франции Фан Тяу Чинь опубликовал в «Cahier de la Ligue dé Drois de l’Homme» петицию в защиту тех, кто был арестован во время движения против налогов 1908 г., в ней он также яростно атаковал французскую колониальную администрацию.
Вскоре после приезда во Францию Фан Тяу Чинь близко сошёлся с Фан Ван Чыонгом, вместе они организовали ассоциацию эмигрантов во Франции. В 1914 г., с началом Первой мировой войны, французская тайная полиция произвела аресты среди членов многих подозрительных организаций, в частности, Фан Тяу Чинь и Фан Ван Чыонг также оказались в числе попавших в тюрьму. В апреле (по другим данным июле) 1915 г. они были освобождены. В свете всего этого французские власти отказали Фан Тяу Чиню в денежном содержании и ему пришлось пойти работать ретушером в фотомастерской.
После демобилизации Фан Ван Чыонга (во время войны он работал переводчиком в тулузском арсенале), они восстановили прежние связи и создали новую группу «Ассоциацию вьетнамских патриотов», к которой присоединились и Нгуен Ай Куок (Хо Ши Мин), Нгуен Ан Нинь и Нгуен Тхе Чуен . Кто из этой группы был автором «Тетрадей пожеланий аннамитов» («Les Revendications du Peuple Annamite») доподлинно неизвестно (некоторые исследователи автором считают Фан Ван Чыонга), этот документ был послан национальным делегациям, принимавшим участие в Версальской конференции, а также президенту Франции от имени «Группы вьетнамских патриотов во Франции». Все документы, выходившие из под пера этой группы, имели коллективную подпись «Нгуен Ай Куок» («Нгуен патриот») (впоследствии эта подпись стала ассоциироваться лишь с Хо Ши Мином, и это «имя» стало официальным псевдонимом Хо Ши Мина в 1920-е и 1930-е гг.)
В июне 1925 г. Фан Тяу Чиню было разрешено вернуться во Вьетнам. Приехав в Кохинхину, он, уже больной человек, не смог даже посетить свою малую родину и навестить свогео старого товарища Фан Бой Тяу. В октябре и ноябре 1925 г. он прочитал в Сайгоне  две лекции: «Мораль и этика, Восток и Запад» и «Монархизм и республиканство». В декабре состояние Фан Тяу Чиня ухудшилось, его отвезли домой к брату Нгуен Ан Кхыонга, дяде Нгуен Ан Ниня, известному вьетнамскому врачу того времени. Когда болезнь усилилась, он был переведен в больницу в Сайгоне, где он скончался 23 марта 1926 г. Его похороны переросли в крупную демонстрацию против французского колониального гнета.